# 纽卡斯尔 (新南威尔士州)

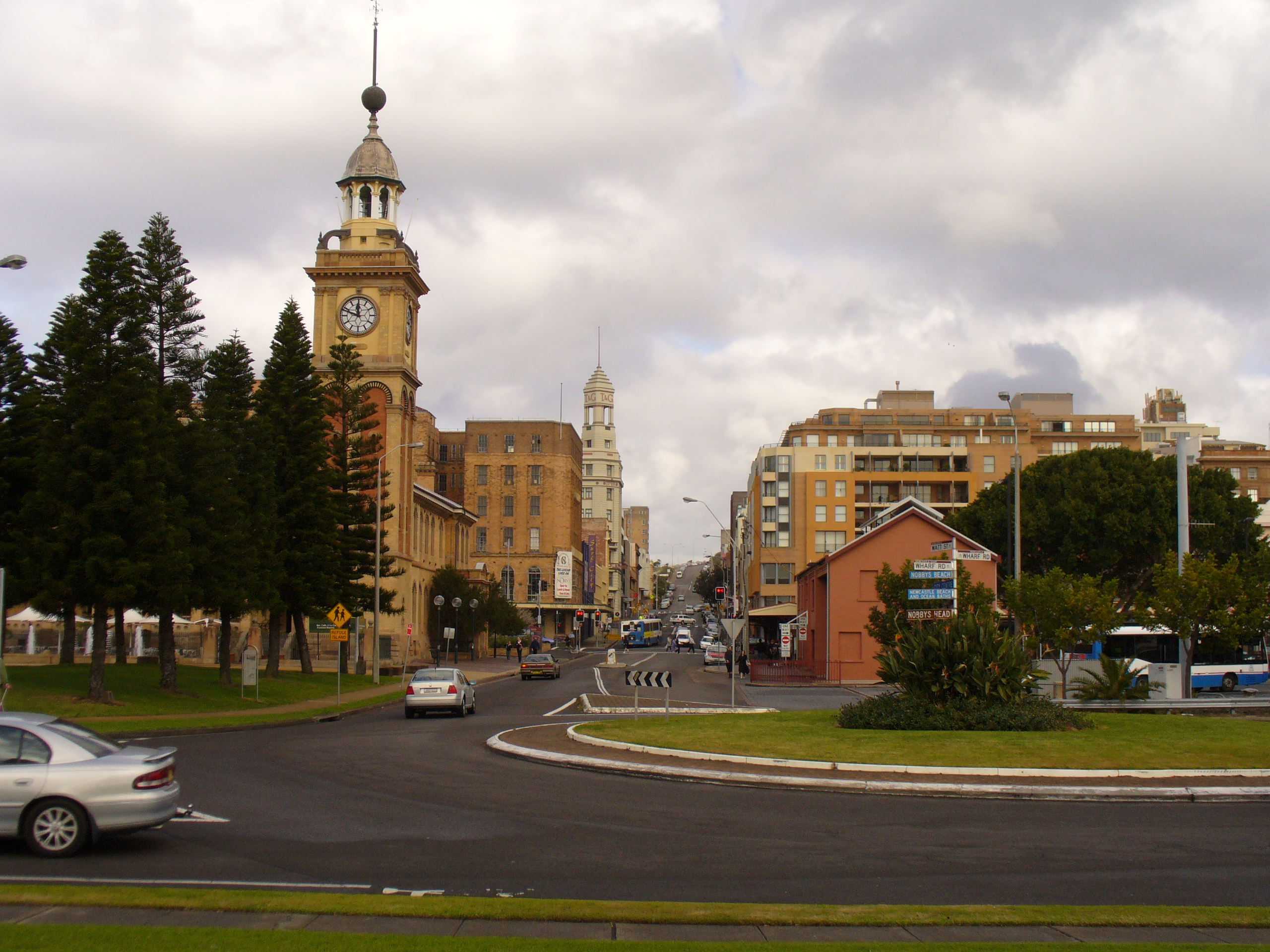
纽卡斯尔的CBD

纽卡斯尔（英語：Newcastle），是澳大利亚第七大城市，且是新南威尔士州第二大城市和历史第二悠久的城市。全城围绕著一个庞大的海港而建，纽卡斯尔是位于亨特河口，是澳大利亚最大的在使用的港口之一，距离悉尼约2.5小时的车程。纽卡斯尔港是全球最大的煤炭出口码头，煤炭出口占港口吨位吞吐总量的90%以上，每年处理超过1億公吨煤炭，大部分出口至中華人民共和國和日本。南郊有澳大利亚最大的滨海湖——麦觉理湖（Lake Macquarie），北部是以冲浪闻名的斯蒂芬斯港（Port Stephen's），西部是具有百年历史的产酒圣地－獵人谷（Hunter Valley）。纽卡斯尔机场 在北方Stockton Beach。
城市内拥有全澳排名前十大的紐卡素大學。体育运动方面，城市拥有一支澳大利亚足球甲级联赛球队——纽卡斯尔噴射機。

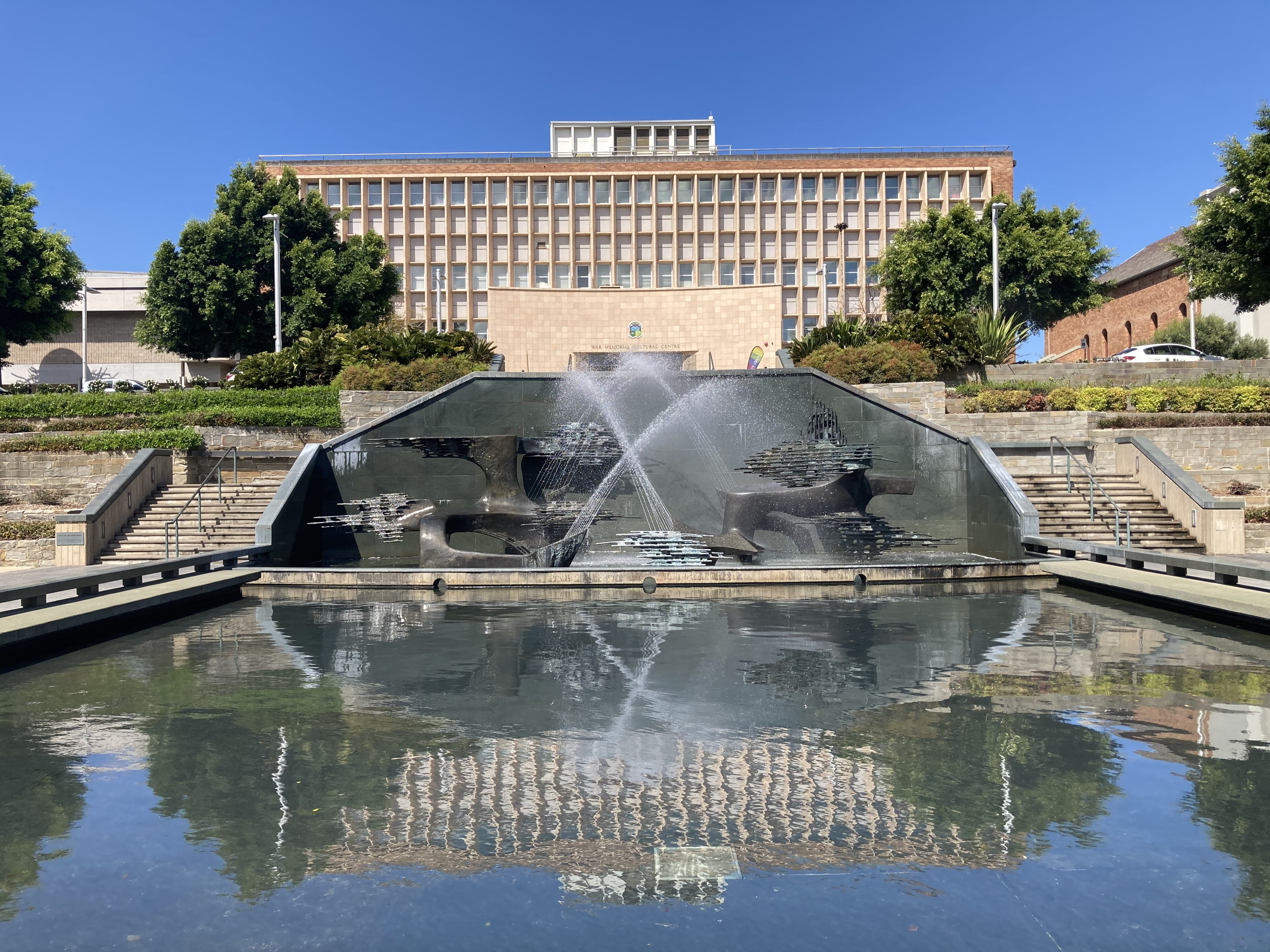
Cvic Park

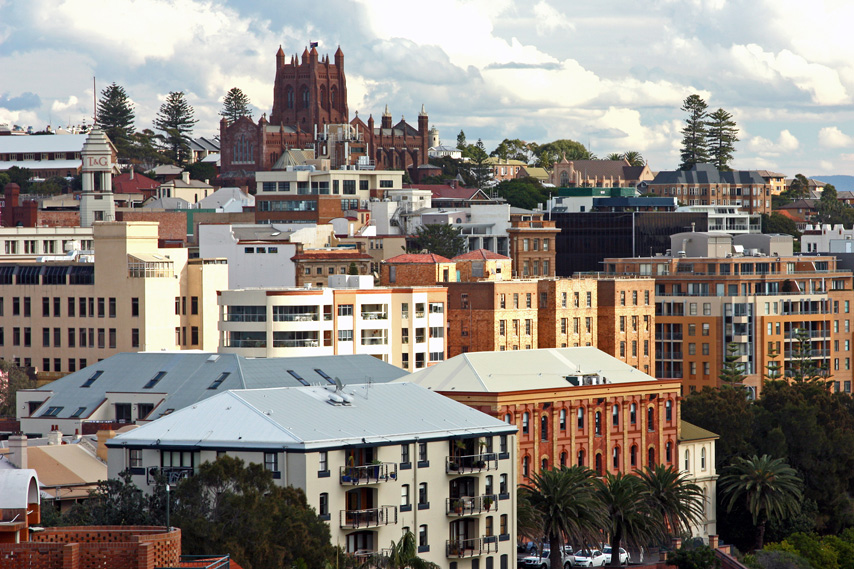
Newcastle from Fort Scratchley

## 歷史

### 原住民歷史
傳統上，紐卡素和下亨特地區（Lower Hunter Region）都是阿瓦巴卡（Awabakal）與沃里米（Worimi）族人的聚居地，他們稱此地區為馬盧比巴（Malubimba）。

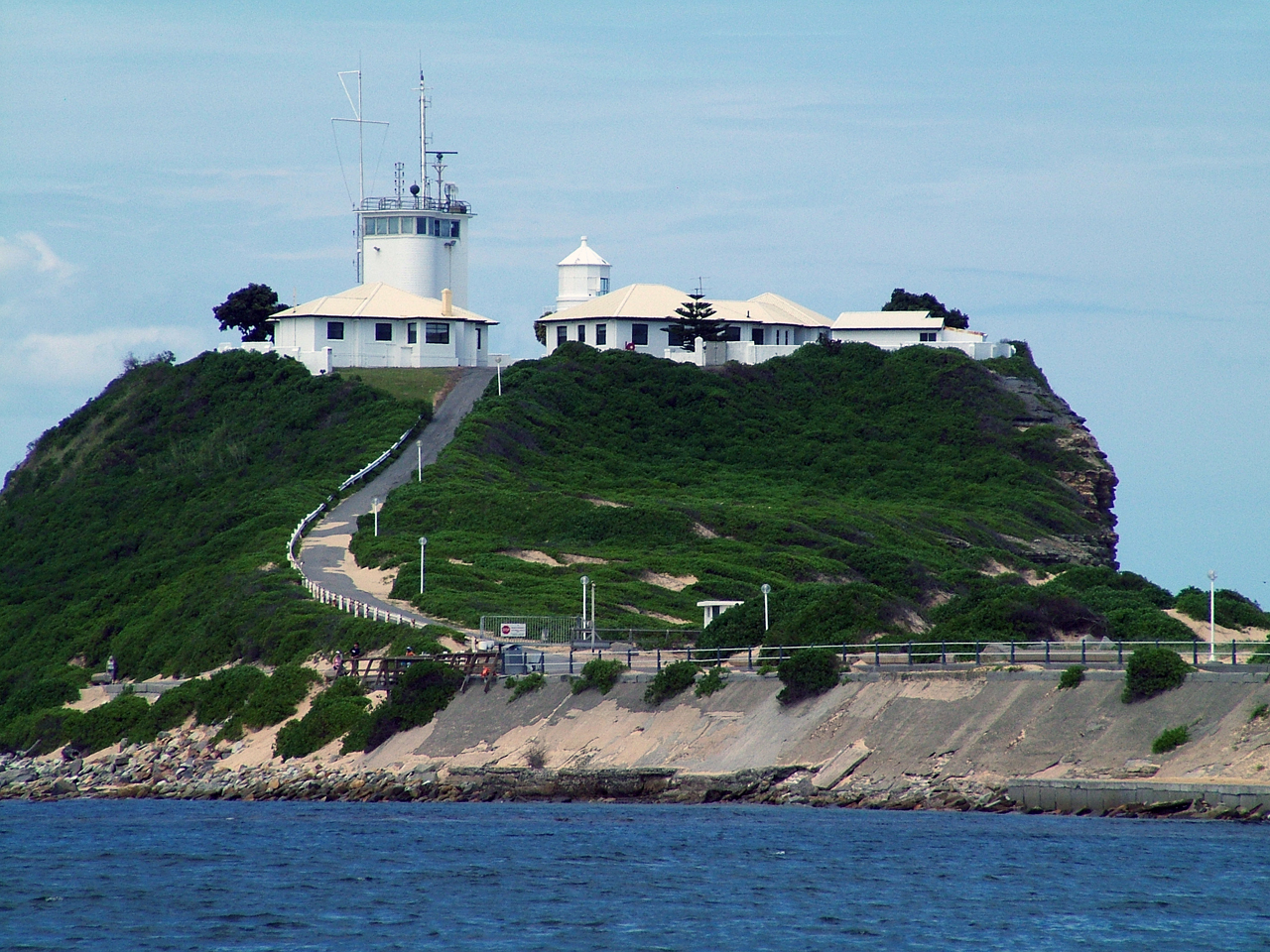
Nobbys Head 岸標

### 歐洲人定居
1797年9月，海軍上尉約翰·肖特蘭（John Shortland）為首個探索這地區的歐洲人。他在追捕數個從悉尼灣偷船的罪犯期間，意外發現這地區，及後以時任新南威爾士總督約翰·亨特（John Hunter）的名字將之命名。他回程後向上級報告，該處有深水港，而且煤礦含量豐富。往後兩年，在該處採掘的煤礦成為新南威爾士州首批出口貨物。
因為被送往採礦的都是最危險的罪犯，作為他們所犯罪行的嚴厲懲罰，紐卡素亦沾上了煉獄（hellhole）的惡名。至19世紀初期，亨特河河口已經經常被各種各樣的人們到訪，包括煤礦工人、樵夫和更多逃脫的罪犯。時任新南威爾士總督菲利普·吉德利·金（Philip Gidley King）決定更加積極地開採當地的天然資源，於1901年建立名為金鎮（King's Town）的囚犯營。這囚犯營只營運了數個月便關閉，至1804年重開，參考英國同名城市，並正式改名為紐卡素。
紐卡素一直為囚犯流放地，至1822年，開放給民眾耕作為止。

### 後流放時期
從1823年最後一批囚犯被送到別處開始，紐卡素漸漸吸引到典型的拓荒者在此定居。紐卡素和亨特河輪船公司於1891年成立，並有定期航班往返紐卡素/莫珀斯和悉尼。紐卡素與其他澳大利亞城市亦有貨船往來。

### 1920年代至今
第二次世界大戰期間，紐卡素為澳大利亞的工業重鎮。1942年6月8日清晨，日本皇軍的伊號第二十一潛艦砲擊紐卡素，受創的設施包括船廠、鋼鐵廠和其他民用建築。

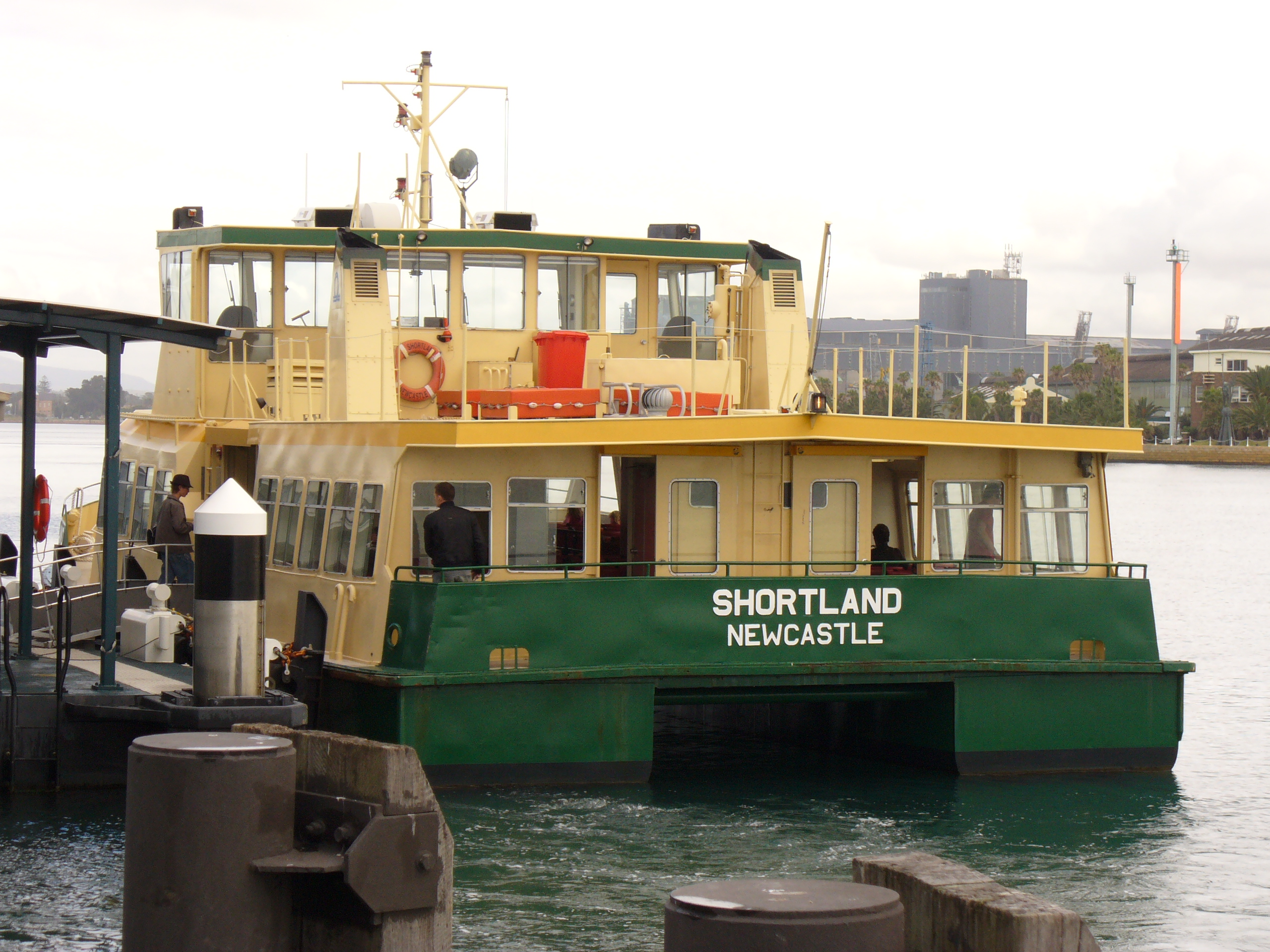
渡輪到斯托克頓 - The Stockton Ferry

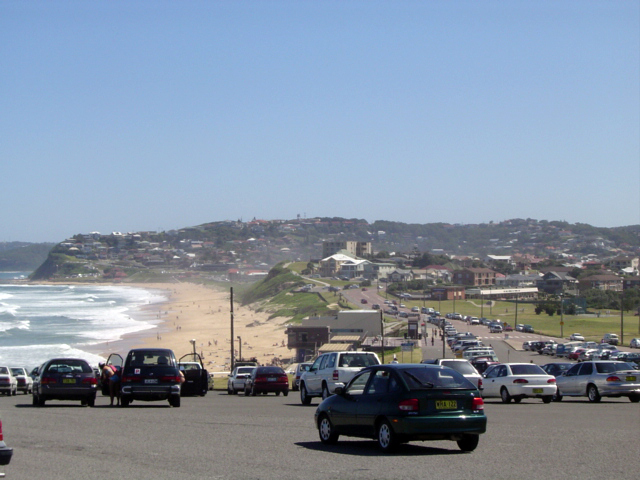
Bar Beach, 紐卡斯爾中央商務區以南，是一個受歡迎的游泳和衝浪海灘

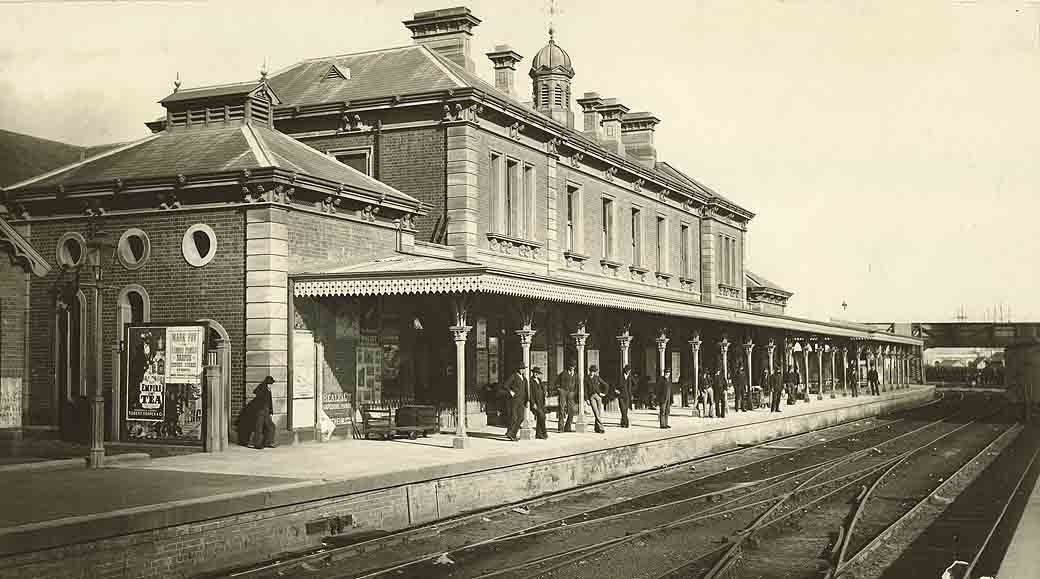
紐卡斯爾火車站於 1858 年首次開放，這張照片拍攝於 1884 年

紐卡素至今為依然是獵人谷地區的商業中心，從紐卡素港輸出的煤每年達95.8百萬噸，當中90.8百萬噸出口到外地，出口量冠絕全球。

## 姊妹城市
- 英國泰恩河畔纽卡斯尔
- 南韓浦项市
- 日本宇部市